# Język ngulu (mikronezyjski)
Język ngulu – język mieszany używany na Atolu Ngulu. Gramatyka i słownictwo pochodzą z języka yap, ale na fonetykę miał wpływ język ulithi.

## Przykładowe słownictwo[2]
| polski  | nguluwan |
| ------- | -------- |
| jeden   | tareb    |
| dwa     | ruw      |
| osoba   | Ta       |
| ryba    | nig      |
| ucho    | tayil    |
| oko     | lanimit  |
| słońce  | yal      |
| gwiazda | tuf      |
| woda    | rEn      |
| kamień  | malaN    |
| ogień   | nifiy    |